# Cova Rodela
Cova Rodela es una localidad caboverdiana del municipio de Brava.

## Geografía
La localidad está situada en la isla Brava.

## Organización territorial
La localidad abarca los lugares y barrios de:
- Banda de Traz
- Cova Rodela
- Cova Rodela de Baixo
- Cova Rodela de Cima
- Figueira Grande
- Figueira Grande de Baixo
- Figueira Grande de Cima
- Figueiral
- Monte
- Monteiro
- Morgaida
- Paul
- Traz de Cova

La mayoría de estos lugares forman parte de la freguesía de São João Baptista excepto Figueiral que forma parte de la freguesia de Nossa Senhora do Monte.